# Márcia Bassetto
Márcia Bassetto Paes (São Paulo, 19 de janeiro de 1956) é uma ex-ativista política brasileira.
Foi presa durante a ditadura civil-militar, em 28 de abril de 1977, junto com Celso Brambilla e José Maria de Almeida por distribuir panfletos comemorativos do primeiro de maio nas fábricas da região do ABC paulista. Os três eram militantes da Liga Operária, organização ligada à IV Internacional. No mesmo processo foram também presos os operários Ademir Marini e Fernando Antonio de Oliveira Lopes e a estudante de História da FFLCH/USP, Anita Maria Fabbri.  Estas prisões deram motivo às primeiras manifestações de massa em todo Brasil, a partir de assembleias realizadas na USP, pelo fim da tortura e pela anistia, na segunda metade década de 1970. Os fatos foram acompanhados pela imprensa, especialmente a Folha de S.Paulo.

## Prisão em maio de 1977
Marcia Bassetto Paes descreve sua prisão no ABC Paulista. 
| “ | Fui presa, junto com Celso Giovanetti Brambilla e José Maria de Almeida, na madrugada de 28 de abril de 1977. Na época éramos militantes de uma organização clandestina (Liga Operária), trabalhávamos em indústrias metalúrgicas e morávamos em São Bernardo do Campo. Estávamos em plena ditadura e a falta de liberdades democráticas e a supressão do Estado de Direito eram o combustível que nos impelia a fazer parte de uma organização que lutava pelo restabelecimento da democracia. Tínhamos eu, 20, Zé Maria, 19, e Celso, 22 anos. No momento da prisão distribuíamos panfletos que aludiam ao 1 de maio, data histórica de conquistas sociais pelos trabalhadores, e chamávamos a atenção ao fato do Brasil estar vivendo sob total falta de liberdades democráticas. A prisão aconteceu por volta da 1 da manhã (distribuíamos panfletos para o turno da noite) quando fomos abordados e presos por policiais militares que nos encaminharam para uma delegacia em Ribeirão Pires. Depois de sumariamente interrogados, fomos algemados e colocados na "gaiola" de um camburão. Os mesmos policiais militares rodaram conosco por muitas horas, dando a entender que não sabiam onde nos levar. Percebemos que havia um conflito nas orientações recebidas pelo rádio, ora nos encaminhavam ao DOPS ora ao DOI CODI. Finalmente fomos, por volta das 6 horas da manhã, deixados no DOPS. Após rápida identificação fomos levados às salas de torturas e barbaramente torturados por vários dias. Tivemos a incomunicabilidade decretada por dez dias e depois prorrogada por mais dez e o enquadramento na Lei de Segurança Nacional. Nos últimos dias de incomunicabilidade foram administrados tratamentos médicos para que lesões, hematomas, feridas e outras marcas de tortura fossem amenizadas e assim pudéssemos ser apresentados aos advogados e familiares. Procedimentos que pouco valeram a Celso Brambilla que sofreu perda da audição total em um ouvido e parcial em outro, em conseqüência das torturas e maus tratos. (Marcia Basseto Paes. Depoimentos de uma torturada. Revisando Romeu Tuma. Blog Luis Nassif em 28.02.2012) | ” |